# A far l'amore comincia tu
A far l’amore comincia tu [a far la'moːre ko'mintʃa tu] is een single van Raffaella Carrà. Het lied heeft als thema "Als je wil liefhebben, moet jij beginnen". Het liedje ging ongeveer 20 miljoen keer over de toonbank.
Het lied werd in meerdere taalversies uitgebracht:
- voor de Britten: Do it do it again
- voor de Spanjaarden: En el amor todo es empezar
- voor de Duitsers: Liebelei en Tanze Samba mit mir
- voor de Fransen: Puisque tu l’aimes, dis-le lui
- voor de Portugezen: Alegria de viver
- Voor de Grieken: Σκόρπια φιλιά
- Voor de Turken: Sakin ha
- Voor het Nederlandse taalgebied:
  - In 1977 had Cisca Peters een versie die Dans de samba heette.
  - Ik weet wel wat ik vanavond doe voor 't Spaanse Schaep in 2010.
  - In 2014 brachten Mattie & Wietze de singles Kop die bal in de goal en Hang die bal in de boom uit.
  - In 2020 bracht de cabaretier Richard Groenendijk een eigen Rotterdamse carnavalsversie uit met zijn alter ego Jopie Parlevliet, getiteld Tebbie nou op je muil?!.[2]
  - Luv' onder de titel Don Juanita de carnaval.
- In het Verenigd Koninkrijk was het lied even te horen in het vierde seizoen van het toen vernieuwde Doctor Who (aflevering 10).

## Hitnotering
Het lied haalde in diverse landen de hitparades, maar bleef wel vaak een eendagsvlieg. De Britten waren er wel mee aan de late kant. Vanaf 15 april 1978, bijna twee jaar na de oorspronkelijke uitgave, stond het twaalf weken in de UK Singles Chart met als hoogste plaats 9 als Do it do it again.
Bovendien kwam het lied in 2011 kortstondig nog terug in hitparades in een remix van Bob Sinclar.
In de Nederlandse hitparade haalde het de eerste plaats niet dankzij 't Smurfenlied van Vader Abraham en Queen met We Are the Champions

### Nederlandse Top 40
Eerst werd het verkozen tot alarmschijf.
| Positie: | 39 | 22 | 12 | 6 | 4 | 3 | 3 | 3 | 4 | 8 | 14 | 28 | 35 | 38 | uit |

### NederlandseNationale Hitparade
| Positie: | 22 | 18 | 9 | 4 | 3 | 4 | 3 | 3 | 4 | 5 | 7 | 17 | 29 | uit |

### BelgischeBRT Top 30
| Positie: | 29 | 10 | 7 | 8 | 2 | 1 | 3 | 2 | 2 | 5 | 22 | 15 | 29 | uit |

### VlaamseUltratop 30
| Positie: | 25 | 13 | 9 | 5 | 2 | 1 | 2 | 2 | 2 | 4 | 10 | 16 | uit |

### NPO Radio 2 Top 2000
A far l'amore comincia tu stond alleen in 1999 in de NPO Radio 2 Top 2000, op plek 1726.

### Radio 2 1000 Klassiekers
| Nummer met notering(en) in de 1000 Klassiekers van Radio 2 | '07 | '08 | '09 | '10 | '11 | '12 | '13 | '14 | '15 | '16 | '17 | '18 | '19 | '20 |
| ---------------------------------------------------------- | --- | --- | --- | --- | --- | --- | --- | --- | --- | --- | --- | --- | --- | --- |
| A far l'amore comincia tu                                  | -   | -   | -   | -   | -   | -   | -   | 536 | 386 | 477 | 438 | -   | -   | -   |

1. ↑  Een getal geeft de plaats aan; een '-' dat het nummer niet genoteerd was. Een vetgedrukt getal geeft aan dat dit de hoogste notering betreft.